# Liste australischer Gewerkschaften
Die Liste australischer Gewerkschaften erhebt keinen Anspruch auf Vollständigkeit. Es gibt in Australien etwa 300 Gewerkschaften und es ist ein Großteil der Arbeitnehmer gewerkschaftlich organisiert. Es gibt eine Dachorganisation der australischen Gewerkschaften in der 48 Gewerkschaften Mitglied sind, das Australian Council of Trade Unions.
Die australischen Gewerkschaften entstanden in den 1850er Jahren durch den Einfluss der aus England kommenden Sträflinge und Arbeiter, die in die Sträflingskolonie Australiens kamen und in ihrem Mutterland in Gewerkschaften organisiert waren. In den großen Streikbewegungen in der ersten Wirtschaftskrise Australiens der frühen 1890er Jahren unterlagen die Gewerkschaften, daraufhin entstand aus der Arbeiterbewegung heraus die Australian Labor Party im Jahr 1891. Der Arbeiterbewegung gelang es, trotz dieser Niederlagen ein System der Konfliktregelung zwischen Arbeit und Kapital im Jahr 1904 zu installieren, den Commonwealth Court of Conciliation and Arbitration, der in unterschiedlicher Namensgebung im Grundsatz bis zum heutigen Tag besteht.
Eine Spaltung der Arbeiterbewegung entstand im Australischen Kohlenminenstreik von 1949, als die regierende Labor-Party von Ben Chifley diesen Streik durch Einsatz des Militärs niederschlug, weil sie dahinter die Communist Party of Australia vermutete, die damals sehr stark in der Gewerkschaft verankert war. In der darauf folgenden Wahl im Jahr 1949 wurde die Labor-Regierung abgewählt. In der weiteren Folge spaltete sich im April 1955 eine Gruppe von Parlamentariern der Labor-Party ab und gründete die Australian Labor Party (Anti-Communist), die in der Folgezeit eine Regierungsbeteiligung der Australian Labor Party behinderte und sich später 1957 in Democratic Labor Party umnannte.
Als 2006 das australische Schlichtungssystem von Arbeitsverhältnissen auf gesetzlicher Basis durch die liberalistisch-nationalistische Koalitionsregierung von John Howard zuungunsten der Arbeiter in frei verhandelbare Arbeitsverhältnisse, die sogenannten WorkChoices – trotz heftiger Proteste der Gewerkschaften, abgewandelt wurden, ging die Wahl im November 2007 erdrutschartig an Kevin Rudd von der Labor Party verloren, die anschließend die gesetzlichen WorkChoices-Regelungen der Howard-Regierung aufhob.
A
- AAFL Players Association
- Amalgamated Society of Engineers (Australia)
- Association of Professional Engineers, Scientists and Managers, Australia
- Australian Federation of Air Pilots
- Australasian Meat Industry Employees Union
- Australian and International Pilots Association
- Australian Council of Trade Unions
- Australian Education Union
- Australian Federal Police Association
- Australian Federation of Air Pilots
- Australian Institute of Marine and Power Engineers
- Australian Licenced Aircraft Engineers Association
- Australian Manufacturing Workers Union
- Australian Maritime Officers Union
- Australian Nursing Federation
- Australian Professional Footballers’ Association
- Australian Rail Tram and Bus Industry Union
- Australian Salaried Medical Officers Federation
- Australian Services Union
- Australian Workers’ Union
- Australian Writers’ Guild

B
- Blind Workers’ Union of Victoria
- Breweries & Bottleyards Employees Industrial Union of Workers WA
- Builders Labourers Federation

C
- Civil Air Operations Officers’ Association of Australia
- Club Managers’ Association Australia
- Communication Workers Union of Australia
- Communications, Electrical and Plumbing Union of Australia
- Community and Public Sector Union
- Construction, Forestry, Mining and Energy Union

E
- Electrical Trades Union of Australia

F
- Federated Marine Stewards’ and Pantrymen's Association of Australasia
- Federated Ship Painters and Dockers Union
- Finance Sector Union
- Firemen and Deckhands’ Union of New South Wales
- Flight Attendants’ Association of Australia
- Funeral And Allied Industries Union Of New South Wales

H
- Health and Community Services Union
- Health Services Union
- Health Services Union NSW

I
- Independent Education Union of Australia

K
- Knights of Labor

L
- List of unregistered Australian unions

M
- Maritime Union of Australia
- Media, Entertainment and Arts Alliance
- Medical Scientists Association of Victoria

N
- National Tertiary Education Union
- National Union of Workers
- New South Wales Nurses’ Association
- New South Wales Police Association
- New South Wales Teachers Federation

P
- Permanent & Casual Wharf Labourers Union of Australia
- Plumbing Trades Employees Union
- Police Association Victoria
- Police Federation of Australia
- Professional Footballers Australia
- Public Service Association of NSW

Q
- Queensland Nurses’ Union
- Queensland Public Sector Union
- Queensland Teachers Union

R
- Rugby League Professionals Association

S
- Scarlet Alliance
- Shearers and Rural Workers’ Union
- Shop, Distributive and Allied Employees Association
- State Public Services Federation
- State School Teachers Union of Western Australia

T
- Textile, Clothing and Footwear Union of Australia
- Trade unions in Christmas Island
- Transport Workers Union of Australia
- Transport Workers’ Union

U
- Union of Christmas Island Workers
- Unite Union (Australia)
- United Firefighters Union of Australia
- United Services Union
- United Voice

V
- Victorian Secondary Teachers Association
- Victorian Trades Hall

W
- Western Australian Prison Officers Union of Workers
- Woolclassers’ Association of Australia